# ماهیچه عمقی خم‌کننده انگشتان دست
ماهیچه عمقی خم‌کننده انگشتان دست (انگلیسی: Flexor digitorum profundus muscle) از ماهیچه‌های ساعد است. این ماهیچه تاکننده بندهای انگشتان و چنانچه انقباض ادامه یابد، تاکننده مفصل کف دست و بند اول انگشتان است و در نهایت مچ دست را نیز تا می‌کند.
سر ثابت آن بخش بالایی سه چهارم استخوان زند زیرین، و سر متحرکش با چهار تاندون به پایه بند آخر چهار انگشت دست وصل می‌شود.
عصب‌گیری آن از عصب اولنار و شاخه بین استخوانی کف دستی عصب میانی است.